# Завепшиці
Завепшиці (пол. Zawieprzyce) — село в Польщі, у гміні Спічин Ленчинського повіту Люблінського воєводства. Населення — 832 особи (2011).

## Демографія
Демографічна структура станом на 31 березня 2011 року:
|          | Загалом | Допрацездатний вік | Працездатний вік | Постпрацездатний вік |
| -------- | ------- | ------------------ | ---------------- | -------------------- |
| Чоловіки | 393     | 87                 | 271              | 35                   |
| Жінки    | 439     | 99                 | 230              | 110                  |
| Разом    | 832     | 186                | 501              | 145                  |

## Особистості

### Народилися
- Атаназій Мйончинський (1639—1723) — державний, політичний і військовий діяч Речі Посполитої, підскарбій великий коронний, волинський воєвода.